# Conad
Conad (acronimo di Consorzio Nazionale Dettaglianti) è una società cooperativa attiva nella grande distribuzione organizzata. Con sede centrale a Bologna, è formata da 5 cooperative di dettaglianti e attraverso di esse opera in tutte le regioni italiane. Ha un proprio centro distributivo.
A livello internazionale è presente in: Albania, Cina, Hong Kong, Kosovo, Malta, San Marino e Serbia.

## Storia

### 1962-1990
Il consorzio Conad viene fondato a Bologna, nell'ambito di Confesercenti, il 13 maggio 1962 da 14 gruppi d'acquisto dell'Italia settentrionale, come struttura di coordinamento.
Nel 1964 è approvato il marchio Conad: monocolore azzurro che raffigura Mercurio, il dio del commercio, circondato da un doppio anello con la scritta Conad. Nascono i primi prodotti a marchio, con nomi di fantasia: Dorita, Sabrina, Dana, Union e Marinel. Il primo prodotto a marchio è il detersivo per lavatrice Union.
Nel 1971 si definisce il marchio Conad accompagnato da una margherita, una politica di vendita e promozione comuni, nonché la razionalizzazione e le fusioni dei gruppi di acquisto. A Bologna, nel quartiere Fossolo, è inaugurato il primo supermercato Conad, di 400 m². È l'unico esempio di centro di vicinato in Italia gestito da una società che riunisce sette commercianti.
Nel 1974 Conad è presente in tutte le regioni italiane e nell'anno successivo raggiunge il maggior numero di associati della sua storia: 196 gruppi e 19.471 dettaglianti. Apice che coincide con l'avvio di una politica di selezione e di concentrazione.
Nel 1978, al seminario sul marchio Conad, a Firenze, viene presentata un'articolata strategia di marketing per il prodotto a marchio che prevede l'abbandono dei nomi di fantasia in favore del logo unico di catena, una nuova immagine grafica unitaria, la revisione del posizionamento qualitativo, la razionalizzazione dell'assortimento e nuove strategie promozionali. Si realizza la prima azione di marketing integrato produzione- distribuzione affiancando i prodotti a marchio a marche leader.
Negli anni ottanta inizia la modernizzazione della rete di vendita e nel 1988 si procede a una prima differenziazione delle insegne: Conad per i supermercati e Margherita Conad per le superette.
Nel marzo 1989 nasce Bene Insieme, "la rivista del consumatore italiano" ed era, come oggi, distribuita gratuitamente. Ancora oggi la rivista viene pubblicata a cadenza mensile. Gli argomenti principali della rivista sono: cucina, benessere, bellezza, salute, tendenze, proposte di viaggio, psicologia, curiosità e consigli.

### 1990-2000
Nel 1990 la cooperativa si lancia nel settore degli ipermercati, creando il marchio Pianeta Conad, aprendo il primo punto vendita a Modena. In totale verranno aperti 11 punti vendita.
Nello stesso venne introdotta la Conad Card, carta di pagamento collegata inizialmente al circuito Visa, successivamente divenuta Carta Insieme Più Conad Card.
Nel 1995 i prodotti a marchio Conad passano dall'essere 250 referenze nel 1990, a 1000 referenze.
Nel 1996 Conad risponde alla domanda di sicurezza dei consumatori studiando il nuovo marchio di garanzia Percorso Qualità Conad, apposto all'ortofrutta e alle carni prodotte e controllate in tutte le fasi della filiera secondo specifiche linee guida Conad.
Nel 1997 venne introdotto un programma di fidelizzazione della clientela, attraverso la Carta Insieme, valida per accumulare punti spesa per richiedere i premi inseriti all'interno del Catalogo Immagina e per usufruire delle offerte dedicate.
Nel settembre dello stesso anno nasceva il sito internet www.conad.it che presentava in un primo momento l'azienda, le cooperative, i punti di vendita, i prodotti e le offerte.

### 2000-2010
Nel 2000 viene introdotta la linea di prodotti Conad da Agricoltura Biologica.
Nel 2001 nasce la nuova linea Sapori&Dintorni Conad, primo marchio privato della distribuzione a valorizzare i prodotti tipici italiani.
Nel 2001 Conad inizia una collaborazione con il gruppo francese E.Leclerc per la gestione degli ipermercati creando l'insegna E.Leclerc Conad.
Nel 2002 la partnership Conad - E. Leclerc entra nella fase operativa con la costituzione di Conalec, società licenzataria per dieci anni del marchio E.Leclerc in Italia, che ha avuto il compito di regia nello sviluppo degli ipermercati in Italia. Nel 2011, alla scadenza del contratto decennale di Conalec, Conad e E.Leclerc rinnovano l'accordo per lo sviluppo degli ipermercati di Conad, valido per un altro decennio. Questa joint venture si scioglierà però nel 2014 dopo che i francesi lasciarono l'alleanza paneuropea Core, e Conad provvederà a rinominare le grandi superfici a seconda della dimensione in Conad Superstore e Conad Ipermercato. Il primo punto vendita ad aprire con l'insegna Conad Ipermercato si trova nel centro commerciale Quasar Village a Corciano (PG) ed è stato inaugurato il 25 settembre 2014.
Nel 2005 viene fondata l'alleanza europea Coopernic (assieme al gruppo tedesco Rewe, il gruppo francese E.Leclerc, la Coop Svizzera e il belga Colruyt) con sede a Bruxelles.
Nel novembre 2005 Conad ha aperto il primo impianto di Distribuzione Carburanti a marchio Conad Self 24h nell'E.Leclerc Conad di Gallicano (LU). A marzo 2022 il numero dei distributori sale a 48.
Nel 2006, vengono inaugurate negli ipermercati E.Leclerc Conad di Modena e Bologna le prime Parafarmacia Conad.
Nel 2007 viene sperimentato a Bologna il meccanismo di vendita Conad 24 su 24, un distributore automatico in grado di fornire prodotti di prima necessità anche di notte.
Nel 2008 viene creato Conad Servizi Assicurativi attraverso cui Conad offre servizi di assicurazione per veicoli, abitazioni, viaggi, salute, animali, infortuni, sicurezza digitale e vita.
Nel 2008 Conad realizza una linea di prodotti tipici italiani col marchio Creazioni d'Italia destinati esclusivamente al mercato estero in esclusiva ai partner di Coopernic. Dal 2013 i prodotti Creazioni d'Italia, a seguito dell'uscita di Conad da Coopernic, sono venduti in esclusiva per i partner di Core.
Nel maggio 2009 viene introdotta una nuova linea di prodotti dedicata ai bambini di età compresa fra i 6 e i 10 anni: Conad Kids. Questi prodotti erano caratterizzati dalla presenza del leoncino "Leo" sulle confezioni. Le referenze presenti erano nutrizionalmente bilanciate e arricchite da vitamine, senza coloranti, senza conservanti e con ingredienti 100% naturali. La linea è confluita nei prodotti a marchio Conad a partire dal 2018, con il rifacimento dell'imballaggio.
Nel 2010 viene lanciato il nuovo formato Ottico Conad.
Nello stesso anno si ha l'inaugurazione, a Firenze, dei primi due store Sapori&Dintorni Conad dedicati ai prodotti tipici regionali.

### 2010-2020
Nel dicembre 2011 Conad acquisisce dal gruppo Rewe 43 punti vendita Billa in: Abruzzo, Emilia-Romagna, Lazio, Marche, Piemonte, Puglia, Sardegna, Toscana, Umbria, Veneto e Friuli-Venezia Giulia, con il cambio effettivo delle insegne a partire da giugno 2012.
Nel 2012, in occasione del 50º anniversario di Conad e dell’Anno Internazionale delle Cooperative proclamato dalle Nazioni Unite, Conad ha voluto promuovere un progetto di cultura d’impresa che prevedeva diverse iniziative. Tra di esse, la mostra fotografica itinerante “Italiani nel dettaglio. Cinquant’anni di cooperazione tra dettaglianti”. La mostra è stata inaugurata a Bologna, presso Sala Borsa l'11 maggio 2012, per poi toccare le principali città italiane nei mesi successivi, con l'intento di indagare l’evoluzione degli stili di vita del Paese con immagini storiche estratte dagli archivi di Conad e da altre fonti. È stata esposta una selezione delle oltre duemila fotografie di famiglia pervenute attraverso il concorso fotografico promosso da Conad dal 7 marzo al 20 aprile 2012. Immagini scattate sul territorio nazionale nel decennio 1960-1969, che costituiscono una testimonianza della vita quotidiana dell'Italia in un decennio che ha cambiato per sempre le aspirazioni, i costumi, le relazioni private e pubbliche. Ad accompagnare l'anniversario ci furono campagne stampa, radio e tv.
Nello stesso anno apre la prima Cremeria Sapori&Dintorni Conad, nell'E.Leclerc Conad di Rimini. Questo corner, presente negli ipermercati, propone gelati artigianali preparati sul posto.
Sempre nello stesso anno, Conad, con il patrocinio della Regione Umbria e del comune di Perugia, dà vita a Conad Jazz Contest.
Nel febbraio 2013 si ha l'uscita da Coopernic delle società di Conad, Colruyt, Coop Svizzera e REWE Group. Nello stesso mese si ha la fondazione di Core, alleanza presente in 18 paesi europei, con una rete di vendita che fa capo a circa 20 mila negozi, formata da Colruyt (Belgio), Conad (Italia), Coop Suisse (Svizzera) e Rewe Group (Germania).
Il 23 luglio 2018, rileva in affitto anche sei ipermercati appartenenti al gruppo Finiper situati in Abruzzo, Marche e Friuli-Venezia Giulia rinominandoli Iper Conad e successivamente Spazio Conad dal 2020.
Nel maggio 2019, rilevando le attività italiane della francese Auchan (Auchan Retail Italia) con un investimento di un miliardo di euro, Conad diventa il primo gruppo della grande distribuzione in Italia con una quota del giro d'affari che nel settore si attesta attorno al 18% lasciando così Coop al secondo posto con il 13,7%. Conad ha acquisito da Auchan 46 ipermercati ad insegna Auchan e circa 230 supermercati ad insegna Simply, IperSimply, Auchan Supermercato e MyAuchan, pari alla quasi totalità delle sue attività in Italia, rinominando le superfici più grandi con il nome Spazio Conad.
Questa nuova insegna della rete di vendita, introdotta per la prima volta a novembre 2019 nel Centro Commerciale Collatina a Roma, è stata appositamente realizzata per rilanciare la rete degli ex ipermercati Auchan. Nel corso del 2020, tutti gli ipermercati Conad Ipermercato e Iper Conad sono stati rinnovati cambiando insegna in Spazio Conad.
Nel 2020 Conad rinnova il marchio Insieme per l'ambiente, utilizzato sin dal 2009, con il marchio Sosteniamo il futuro tramite il quale realizza azioni per il rispetto dell'ambiente come l'utilizzo di imballaggi riciclabili, da fonti rinnovate e biodegradabili, il sostegno alla filiera e ai territori, l’efficientamento dei punti di vendita e l’ottimizzazione della logistica.
In occasione del 60º anniversario, Conad, attraverso "Rete Clima" (ente non profit), ha piantato 20.000 alberi in tutta Italia (1.000 per ogni regione), per combattere la deforestazione.

## Organizzazione

### Cooperative associate
- Conad Centro Nord, sede centrale: Caprara di Campegine (RE); province di Bergamo, Brescia, Cremona, Lecco, Lodi, Mantova, Milano, Parma, Pavia, Piacenza, Reggio Emilia e Varese;
- Commercianti Indipendenti Associati, sede centrale: Forlì; San Marino e province di Ancona, Belluno, Como, Forlì-Cesena, Ferrara, Gorizia, Padova, Pesaro-Urbino, Pordenone, Ravenna, Rimini, Sondrio, Treviso, Trieste, Udine e Venezia;
- PAC 2000A, sede centrale: Perugia, Z. Ind. Ponte Felcino; province di Avellino, Benevento, Caserta, Catanzaro, Cosenza, Crotone, Frosinone, Latina, Napoli, Perugia, Reggio Calabria, Rieti, Roma, Salerno, Terni, Vibo Valentia, Malta, Sicilia;
- Conad Adriatico, sede centrale: Monsampolo del Tronto (AP); Albania e province di Ancona, L'Aquila, Ascoli Piceno, Bari, Brindisi, Campobasso, Chieti, Fermo, Foggia, Isernia, Lecce, Macerata, Matera, Pescara, Potenza, Taranto e Teramo;
- Conad Nord Ovest, operativa dal 1º ottobre 2019 e nata dalla fusione tra Conad del Tirreno e Nordiconad.

Dal 2004 è stata stipulata un'alleanza col gruppo DAO, con sede a Lavis (TN), che è distributore Conad per il Trentino-Alto Adige.

### Ex cooperative associate
- Nordiconad (dal 1º ottobre 2019 fusasi in Conad Nord Ovest), sede centrale: Modena; province di Alessandria, Aosta, Asti, Biella, Bologna, Bolzano, Cuneo, Ferrara, Genova, Imperia, Mantova, Modena, Novara, Rovigo, Savona, Torino, Trento, Verbano-Cusio-Ossola, Vercelli e Verona;
- Conad del Tirreno (dal 1º ottobre 2019 fusasi in Conad Nord Ovest), sede centrale: Pistoia; province di Arezzo, Cagliari, Firenze, Grosseto, La Spezia, Livorno, Lucca, Sud Sardegna, Massa-Carrara, Nuoro, Oristano, Pisa, Pistoia, Prato, Roma, Sassari, Siena e Viterbo;
- Conad Sicilia (dal 1º marzo 2020 fusasi in Pac 2000A), sede centrale: Partinico (PA); Malta, intera Sicilia e Reggio Calabria;

## Dati economici
Nel 2023 il fatturato ha raggiunto i 20 miliardi di euro con 77.820 dipendenti e una quota di mercato del 15,01%. I soci sono 2.167.

## Rete di vendita

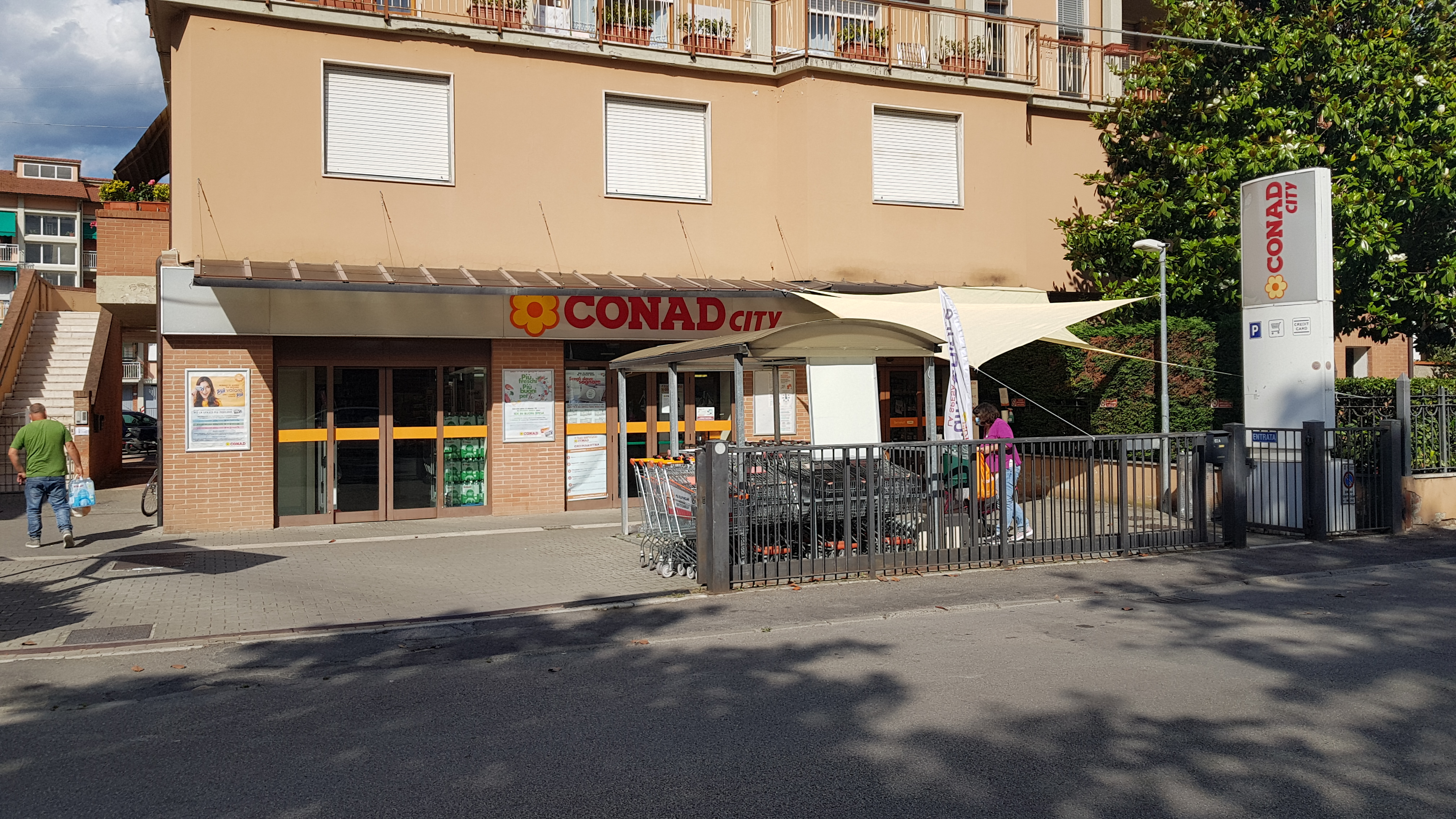
Conad City di San Giovanni Valdarno

Conad utilizza su tutto il territorio nazionale, attraverso le cooperative associate, i seguenti marchi suddivisi in base a dimensioni e servizi offerti:

### Ipermercati, supermercati e negozi di prossimità
- Margherita Conad per le superette più piccole e i cosiddetti "negozi sotto casa" con superficie media di 174 m² fino a 349 m²;
- Conad City per le superette di maggiori dimensioni e i supermercati "di quartiere" con superficie media di 349 m² fino a 461 m²;
- Tuday Conad per i supermercati senza casse adatti per adattarsi alle abitudini e ai ritmi di una vita quotidiana sempre più frenetica e complessa in via digitale con superficie media di 372 m² fino a 461 m²;
- Sapori&Dintorni - Conad per i supermercati presenti nelle principali città d'arte italiane, vetrina delle eccellenze regionali italiane, dove trovare il meglio delle specialità tipiche con superficie media di 461 m² fino a 859 m²;
- Conad per i supermercati di medie dimensioni con superficie media di 859 m² fino a 1.868 m²;
- Conad Superstore per i superstore e i piccoli ipermercati con superficie media di 1.868 m² fino a 4.748 m²;
- Spazio Conad per gli ipermercati con superficie media di 4.748 m² e superiori.[35]

### Corner e negozi specializzati
All'interno o in prossimità dei punti vendita possono essere presenti negozi specializzati in vari servizi:
- Parafarmacia Conad per le parafarmacie presenti all'interno degli ipermercati Spazio Conad[36];
- Pet Store Conad per i negozi specializzati negli animali;
- Conad Self 24h per i distributori di carburanti a marchio Conad[16];
- Ottico Conad per i centri di ottica, specializzati in vendita di occhiali da sole e da vista, completi di laboratorio per effettuare controlli al cliente, presenti all'interno degli ipermercati Spazio Conad[37].

| La rete Conad         | Punti Vendita (Unità) | Assortimento articoli (Referenze) |
| --------------------- | --------------------- | --------------------------------- |
| Spazio Conad          | 80                    | da 16.000 a 19.000                |
| Conad Superstore      | 250                   | da 10.500 a 12.000                |
| Conad                 | 1193                  | da 7.000 a 8.500                  |
| Todis                 | 311                   | da 5.000 a 7.000                  |
| tuday Conad           | 32                    | da 5.000 a 6.000                  |
| Sapori&Dintorni Conad | 17                    | da 4.500 a 5.500                  |
| Conad City            | 1002                  | da 3.000 a 4.000                  |
| Margherita Conad      | 334                   | ca. 1500                          |
| Altri                 | 112                   |                                   |

| Concept Store      | Punti Vendita (Unità) |
| ------------------ | --------------------- |
| Parafarmacia Conad | 185                   |
| PetStore Conad     | 140                   |
| Conad Self 24h     | 47                    |
| Ottico Conad       | 22                    |

### Centri distributivi
Per movimentare oltre 500 milioni di cartoni ogni anno la rete logistica di Conad è formata da 60 centri logistici (1017017 m²).

### Internazionalizzazione
Oltre alla tradizionale presenza della cooperativa Commercianti Indipendenti Associati nella Repubblica di San Marino, Conad ha avviato altre iniziative di internazionalizzazione:
- dal 2006 Conad Adriatico è presente anche in Albania nelle principali città (tra cui: Tirana, Durazzo, Berat, Kavajë, Kashar, Lushnjë e Valona), dove presto aprirà anche due ipermercati e un cash and carry a Tirana.
- Conad Sicilia dal 2006 ha promosso lo sviluppo all'estero, nella vicina isola di Malta, associando un imprenditore locale, proprietario di una catena di 7 punti vendita.

### Prodotti a marchio Conad[39]
Conad sviluppa un'ampia gamma di prodotti a marchio.
Marchi area alimentare:
- Conad
- Conad Piacersi
- Conad Baby
- Conad Alimentum
- Sapori&Dintorni Conad
- Sapori&Idee Conad
- Verso Natura Bio Conad
- Verso Natura Veg Conad
- Verso Natura Equo Conad
- 11 Paralleli
- PetFriends Conad
- I Nostri ORI (presente solo nei punti vendita di Valle D’Aosta, Piemonte, Lombardia, Liguria, Emilia-Romagna, Toscana, Lazio e Sardegna)

Marchi area non-alimentare:
- Conad Essentiae
- Verso Natura Eco Conad
- Parafarmacia Conad
- PetFriends Conad
- Conad Baby

## Altre attività

### Conad INSIM

Il logo di Conad INSIM

Il 31 marzo 2008 il consorzio lancia Conad INSIM, operatore virtuale di sua proprietà. Il servizio si appoggiava alla rete di Vodafone e dal 2009 alla rete di 3. I servizi Conad INSIM erano inizialmente disponibili in oltre 1.400 punti vendita delle (allora) diverse insegne del gruppo: Margherita Conad, Conad, e E.Leclerc Conad. Non è più attivo dal 1º novembre 2009.

### Bene Insieme
Nel marzo 1989 Bene Insieme nasceva come "la rivista del consumatore italiano" ed era, come oggi, distribuita gratuitamente. L'allora Presidente di Conad, Enrico Gualandi, ne faceva orgoglioso annuncio descrivendolo come "un importante avvenimento nel panorama editoriale del nostro Paese". Per la grande distribuzione era, infatti, una novità. Ancora oggi la rivista viene pubblicata a cadenza mensile (tranne nei mesi estivi dove le edizioni di luglio e agosto vengono raggruppate in un'unica pubblicazione) per un totale di 11 numeri l'anno. Negli anni, Bene Insieme ha saputo rinnovarsi con le tendenze, a partire dalla veste grafica, per essere sempre in linea con le riviste vendute in edicola.
Gli argomenti principali della rivista sono: cucina, benessere, bellezza, salute, tendenze, proposte di viaggio, psicologia, curiosità e consigli.

### Radio Bene Insieme
Radio Bene Insieme è la radio instore che trasmette da maggio 2011 nei punti vendita Conad le promozioni e notizie legate al mondo Conad, ma anche musica, rubriche e curiosità legate ai temi della rivista.

### Insieme per la Scuola
Nel 2012 Conad crea il progetto Insieme per la Scuola. L’iniziativa nasce per dotare di attrezzature informatiche e multimediali le scuole primarie e secondarie di primo grado, pubbliche e private paritarie, coinvolgendo gli alunni e le loro famiglie in una raccolta punti. A fronte della spesa effettuata, i clienti ricevono un buono da consegnare all’istituto scolastico preferito. Raccogliendo i buoni Insieme per la Scuola, le scuole possono richiedere gratuitamente le attrezzature presenti nel catalogo premi.
Nel 2014 ha preso avvio Scrittori di Classe, concorso che permette agli studenti delle scuole primarie e secondarie di primo grado, pubbliche e private paritarie, di realizzare dei racconti a tema (l'argomento varia ogni anno e può andare dai fumetti, ai racconti fantasy, a racconti sullo sport, sull'ambiente e in generale tematiche idonee allo sviluppo intellettuale dei bambini). Le classi vincitrici vedono di volta in volta la pubblicazione di libri con i loro racconti all'interno, disponibili dopo la stampa, nei punti vendita Conad. Il progetto ha visto coinvolti negli anni più di 141.000 classi, distribuito 20 milioni di libri e 225 mila premi per un valore di oltre 31 milioni di euro.

### Conad Jazz Contest
Dal 2012 Conad, con il patrocinio della Regione Umbria e del Comune di Perugia, ha dato vita a Conad Jazz Contest. Il concorso, aperto a solisti e gruppi emergenti, ma anche ad autori di progetti originali nell’ambito jazzistico, ha come principale obiettivo quello di dare ad alcuni giovani artisti italiani un nuovo spazio di visibilità. I partecipanti devono essere liberi da contratti discografici o editoriali in corso. Tutti gli iscritti al Contest sono valutati da due giurie: una giuria tecnica e una giuria popolare. In palio ci sono l’esibizione su alcuni dei più prestigiosi palchi jazz d’Italia, sostegni economici alla carriera e opportunità formative.

## Alleanze
Conad aderisce all'ANCD (Associazione Nazionale Cooperative di Dettaglianti) della Lega delle Cooperative.
Ha fondato nel 2005 l'alleanza europea Coopernic (assieme al gruppo tedesco Rewe, il gruppo francese E.Leclerc, la Coop Svizzera e il belga Colruyt) con sede a Bruxelles.
Nel febbraio 2013 si ha l'uscita da Coopernic delle società di Conad, Colruyt, Coop Svizzera e REWE Group.
Nello stesso mese si ha la fondazione di Core, alleanza presente in 18 paesi europei, con una rete di vendita che fa capo a circa 20 mila negozi, formata da Colruyt (Belgio), Conad (Italia), Coop Suisse (Svizzera) e Rewe Group (Germania).
Nel 2006 ha fatto parte con un contratto quinquennale, assieme al gruppo Rewe e al gruppo Interdis (VéGé), di una centrale, Sicon, conclusasi nel 2012.
Nel 2012 ha collaborato con la Coop Italia per comprare un ramo d'azienda del gruppo Aligrup, che in Sicilia gestiva supermercati ad insegna Despar. Nel 2020 ha attivato una breve collaborazione con Il Giornale e con la startup spagnola Glovo, conclusasi nel novembre dello stesso anno.
Nel 2014 Conad ha accolto l'invito di Affari&Finanza per partecipare a Osserva Italia con la rubrica Osserva Consumi, un approfondimento finalizzato ad alimentare la cultura dei consumi in Italia. Grazie alla capillare presenza dei propri soci imprenditori sul territorio, Conad è in grado di analizzare nel mercato i nuovi comportamenti di acquisto per aiutare a comprendere l’evoluzione della società e il suo sviluppo.
Dal 23 febbraio 2022 le 5 cooperative associate a Conad aderiscono a Confcommercio.

## Slogan
- 1970-1980: Qualità, risparmio e un buon consiglio in più[50]
- 1980-1984: Conad sceglie bene. E a te conviene.[51]
- 1984-1991: Supermercati, negozi e fantasia[52]
- 1991-1993: Al Conad ci si torna[53]
- 1993-1995: I sapori della tua tavola[54]
- 1995-1997: Nella sua storia la vera differenza[55]
- 1997-2000: Dove ognuno diventa qualcuno[56]
- 2000-2004: La qualità lascia il segno[57]
- 2004-2006: Questo è Conad[58]
- 2006-2013: Artisti nella Qualità, Maestri nella Convenienza[59]
- 2013-oggi: Persone oltre le cose[60]